# Марта Мацелова
Марта Мацелова (на словашки: Marta Mácelová) е словашка археоложка.

## Биография
Марта Мацелова е родена на 11 май 1952 г. в град Кежмарок, Чехословакия (днес Словакия). През 1975 г. завършва специалност „Археология“ във Факултета по изкуства на Университета „Коменски“ в Братислава.